# إيدي دانيلو غيرا
إيدي دانيلو غيرا (بالإسبانية: Danilo Guerra)‏ هو لاعب كرة قدم غواتيمالي في مركز الهجوم، ولد في 11 ديسمبر 1987 في Santa Ana, Petén ‏ في غواتيمالا. لعب مع Deportivo Carchá ‏.

## وصلات خارجية
- إيدي دانيلو غيرا على موقع قاعدة بيانات كرة القدم.إي يو (الإنجليزية)
- إيدي دانيلو غيرا على موقع ناشيونال فوتبول تيمز (الإنجليزية)
- إيدي دانيلو غيرا على موقع Soccerway.com (الإنجليزية)